# Узово (община Буяновац)
Узово (на сръбски: Узово или Uzovo) е село в община Буяновац, Пчински окръг, Сърбия.

## История
В XIX век Узово е село в Кумановската каза на Османската империя. Според патриаршеския митрополит Фирмилиан в 1902 година в селото има 14 сръбски патриаршистки къщи.
Етнически състав в 2002 г.
- 8 (80 %) – албанци
- 2 (20 %) – сърби